# Canal TRO
Canal TRO (abreviatura de Televisión Regional del Oriente) es un canal de televisión regional abierta colombiano, que cubre a los departamentos de Santander y Norte de Santander. 
Su sede central y principales estudios de transmisión se encuentran en Floridablanca, área metropolitana de Bucaramanga,  también se realiza las transmisiones desde los estudios alternos de grabación ubicados en Cúcuta.
Gran parte del canal es financiado por el Ministerio de las TIC y se planeó en ser autosostenible en 2019.

## Historia
Creado el 22 de junio de 1995 con la promulgación de la Ley 182 de 1995, el Gobierno Nacional otorgó a los mandatarios departamentales la posibilidad de crear sus propios canales de televisión en sus regiones. Fue así como gobernadores empezaron a trabajar en dicha opción, la cual estaba condicionada a la unión de dos departamentos contiguos, a excepción de Teleantioquia. En el caso de Canal TRO, los gobernantes de turno en la región oriente, Mario Camacho Prada del departamento de Santander y Sergio Entrena Parra del departamento de Norte de Santander, negociaron un acuerdo y crearon la Sociedad Televisión Regional del Oriente Ltda., nombre tomado del canal regional del Táchira, que resolvieron cambiar en su parte final para aplicarlo en Colombia.[cita requerida] Ha este canal naciente se unieron la extinta Empresa de Obras Públicas de Bucaramanga, Lotería de Santander, el Instituto Municipal de Cultura y Turismo y la Alcaldía de Bucaramanga, el Instituto de Desarrollo de Santander entidad financiera adscrita a la gobernación de Santander y el Ifinorte adscrita a la gobernación del departamento de Norte de Santander e Inravisión. Estas mismas entidades conformaría la Junta Administradora Regional, Junto a la Comisión Nacional de Televisión, pero sin voto.
El 22 de junio de 1995, por escritura pública N.º 875, se creó la Sociedad Limitada Televisión Regional del Oriente, TRO Ltda., y recibió la licencia de operación y frecuencia de difusión en agosto de 1997 por la ANTV. Las primeras emisiones del canal fueron realizadas gracias al aporte de equipos de transmisión aportados por Inravisión. 
En 1998, se implementó la parrilla de programación y se inició un proceso licitatorio para adjudicar espacios noticiosos y de opinión. Durante los ocho primeros meses, el canal tuvo su sede central en el primer piso de la Lotería de Santander. Luego, se trasladó al quinto piso del Edificio del Instituto Financiero de Santander, Idesan, en el que estuvo hasta 2006.
En 1998, con recursos de transferencia provenientes del Fondo para el Desarrollo de la televisión Pública de parte de la Comisión Nacional de Televisión CNTV, se adquirió la primera Red de Transmisión con sistema de doble vía de microondas Bucaramanga-Cúcuta-Bucaramanga y transmisores para el área metropolitana de Bucaramanga (Cerro Lebrija), Magdalena Medio y Barrancabermeja (Cerro Jurisdicciones), Pamplona (Cerro Oriente) y el área metropolitana de Cúcuta (Cerro Tasajero).
En 2005, el canal obtuvo su primer acceso satelital por intermedio de la red de Transmisión de Inravisión. Durante ese período, el canal reformuló sus políticas de programación y empezó a generar nuevos espacios informativos, magazines, programas deportivos, institucionales, transmisión de todo tipo de evento cultural y social,  y la creación de una programación propia.
En 2006, el canal se posicionó como el tercer canal más visto de la región después de RCN Televisión y Caracol Televisión. Ese mismo año, el canal adquirió su nueva sede propia total en la antigua licorera de Santander, cuyos terrenos fueron cedidos por la Gobernación de Santander y puso en operación su propia infraestructura satelital, adquisición de modernos equipos de emisión producción y posproducción para las sedes de Floridablanca y Cúcuta. 
En 2007, el gobernador de Norte de Santander, Luis Miguel Morelli, en asocio con la Universidad de Pamplona y adecuó un espacio en el Centro Cultural de Cúcuta para una sede del canal. En 2008-2011, el canal avanzó tecnológicamente, adquiriendo la primera Flay Way portátil para trasmisiones vía satélite, reemplazando corredores de microondas. 

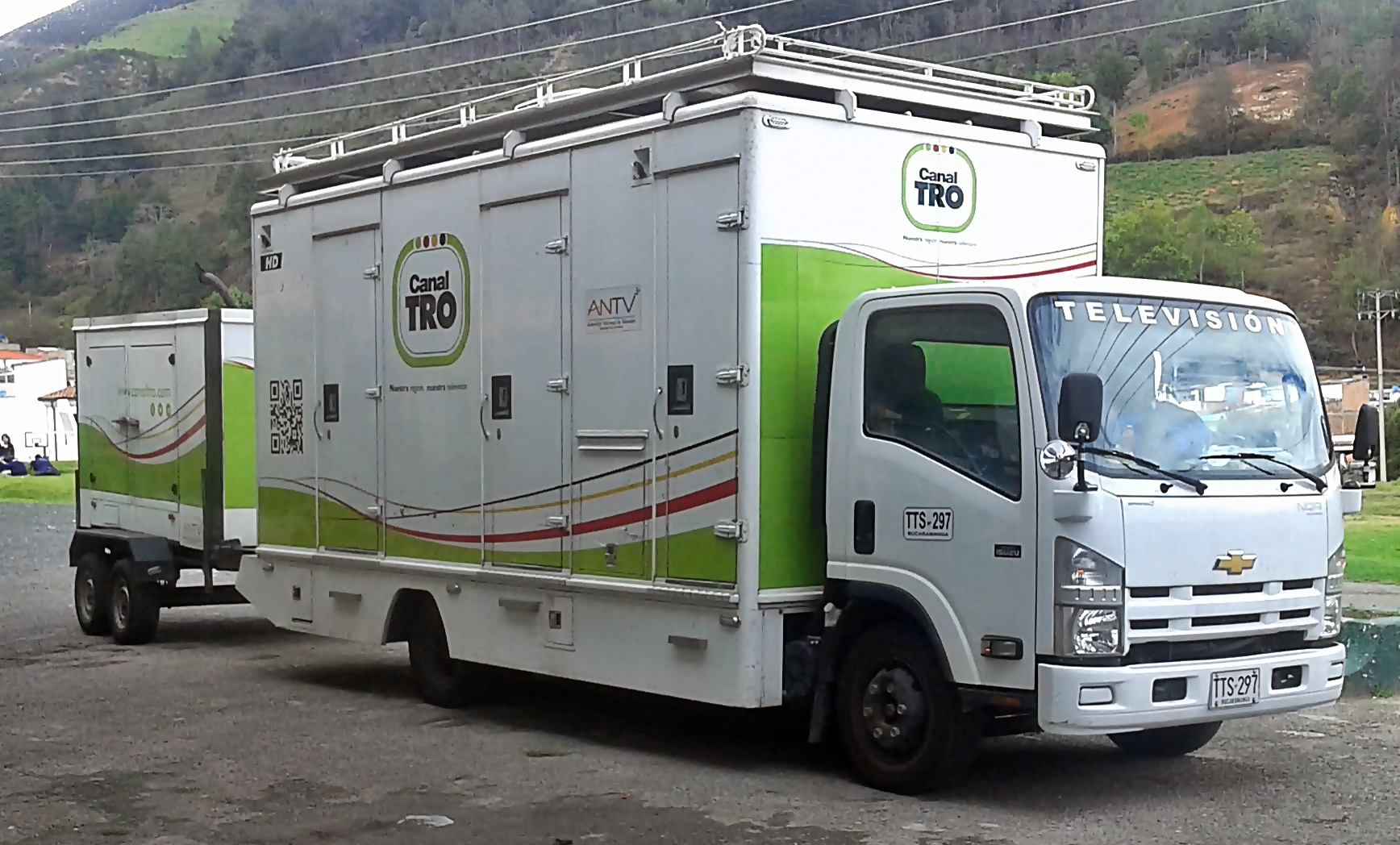
Camioneta Unidad Móvil Canal TRO N.º 1

Con los cambios dados y reformulación de la Nueva ley de Televisión, las transferencias a los canales regionales en Colombia aumentaron en un 600 %, cuyos recursos y aportes del Estado a fecha actual oscilan entre los COP$6 mil millones.
En la gerencia (2012-2015) se adquiere tecnología con equipos y transmisión en HD.
En 2016, Canal TRO llegó a un acuerdo con la operadora satelital de televisión DirecTV, el cual consiste en distribuir la señal junto a 2 canales regionales adicionales (Telecafé y Canal TR3CE).
El 12 de junio del 2018, cumpliendo con la sentencia T599 del 2016, la operadora satelital DirecTV comenzó a distribuir a Canal TRO en el canal 148 como una señal independiente 24/7.

## Gerentes
- Carolina Joya (2024-presente)